# Provincia del Ôvôrhangaj
La provincia del Ôvôrhangaj (in mongolo; Өвөрхангай аймаг) è una suddivisione della Mongolia centrale. La provincia confina a nord con la provincia dell'Arhangaj e la provincia di Bulgan, a est con le province del Tôv e del Dundgov’, a sud con la provincia del Ômnôgov’ ed infine ad ovest con la provincia di Bajanhongor. Ôvôr significa meridionale e hangaj montagna boscosa.
Il capoluogo è Arvajhėėr, città che conta 19 058 abitanti. Si trova a 350 km dalla capitale Ulan Bator ed è un importante mercato del bestiame. La provincia comprende la città di Harhorin, nei pressi della quale si trovano le rovine dell'antica capitale Karakorum e il monastero di Erdene Zuu.
La popolazione nomade è dedita principalmente alla pastorizia e solo in piccola parte all'agricoltura.

## Geografia antropica

### Suddivisioni amministrative
La provincia del Ôvôrhangaj è suddivisa nei seguenti distretti (sum):

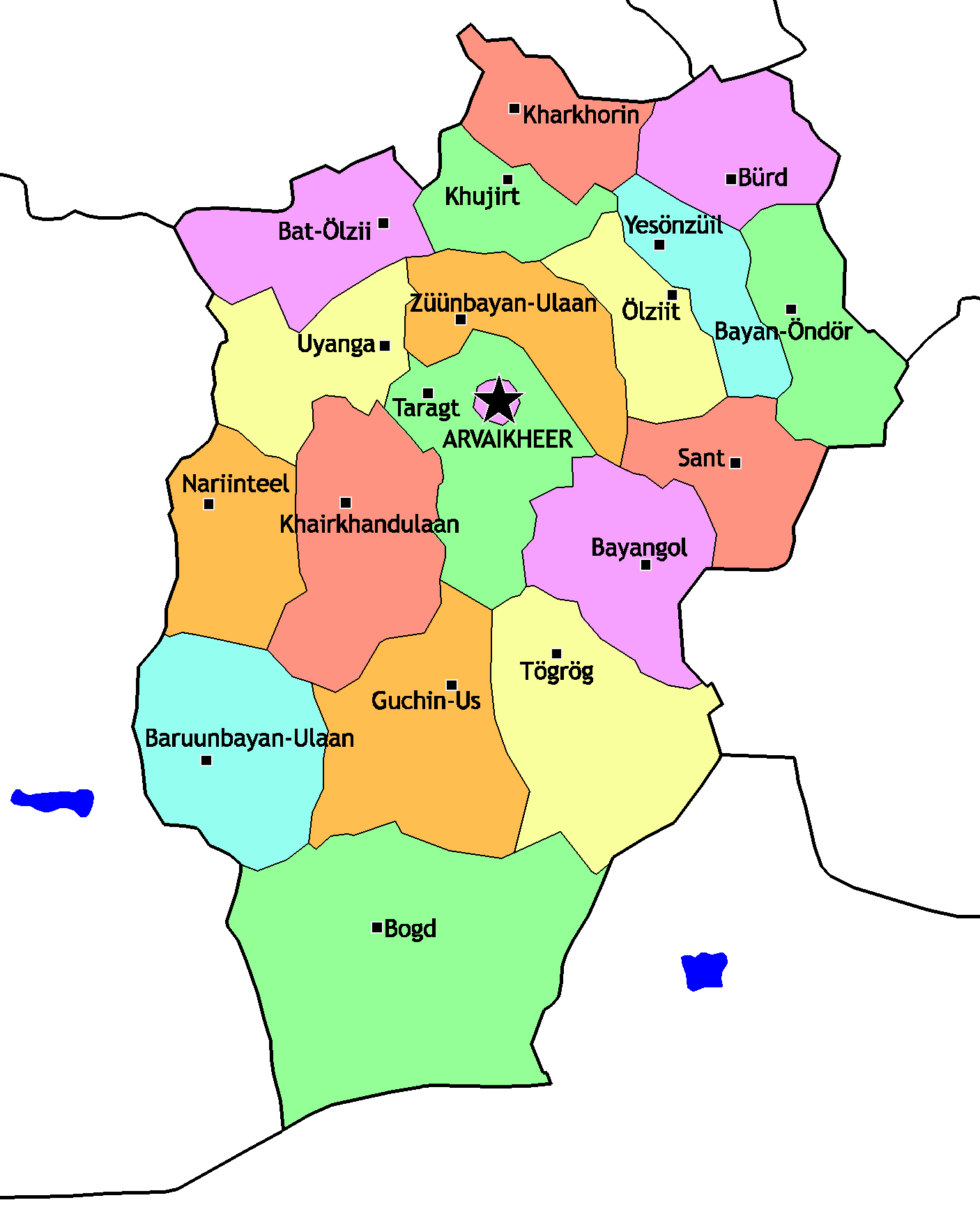
I sum della provincia del Ôvôrhangaj (nella traslitterazione anglosassone)

| Sum                             | Mongolo           | Popolaz. (stima 2004) | Popolaz. (stima 2006) | Popolaz. (stima 2008) |
| ------------------------------- | ----------------- | --------------------- | --------------------- | --------------------- |
| Distretto di Arvajhėėr          | Арвайхээр         | 22.546                | 24.954                | 25.622                |
| Distretto di Baruun Bajan-Ulaan | Баруун Баян-Улаан | 2.586                 | 2.502                 | 2.556                 |
| Distretto di Bajan-Ôndôr        | Баян-Өндөр        | 3.734                 | 4.077                 | 4.261                 |
| Distretto di Bajangol           | Баянгол           | 4.103                 | 3.933                 | 4.572                 |
| Distretto di Bat-Ôlzij          | Бат-Өлзий         | 5.932                 | 5.878                 | 6.189                 |
| Distretto di Bogd               | Богд              | 5.708                 | 5.395                 | 5.342                 |
| Distretto di Bùrd               | Бүрд              | 3.171                 | 3.258                 | 3.135                 |
| Distretto di Esônzùjl           | Есөнзүйл          | 3.584                 | 3.415                 | 3.422                 |
| Distretto di Gučin-Us           | Гучин-Ус          | 2.290                 | 2.279                 | 2.260                 |
| Distretto di Hajrhandulaan      | Хайрхандулаан     | 3.388                 | 3.462                 | 3.510                 |
| Distretto di Harhorin           | Хархорин          | 12.546                | 13.270                | 12.901                |
| Distretto di Hužirt             | Хужирт            | 6.781                 | 6.749                 | 6.649                 |
| Distretto di Narijntėėl         | Нарийнтээл        | 3.797                 | 3.792                 | 3.736                 |
| Distretto di Ôlzijt             | Өлзийт            | 2.805                 | 2.678                 | 2.741                 |
| Distretto di Sant               | Сант              | 3.706                 | 3.540                 | 3.525                 |
| Distretto di Taragt             | Тарагт            | 3.860                 | 3.424                 | 3.313                 |
| Distretto di Tôgrôg             | Төгрөг            | 2.839                 | 2.691                 | 2.689                 |
| Distretto di Ujanga             | Уянга             | 10.003                | 10.510                | 9.581                 |
| Distretto di Zùùnbajan-Ulaan    | Зүүнбаян-Улаан    | 4.268                 | 4.343                 | 4.436                 |